# Тричеро
Тричеро (итал. Tricerro) је насеље у Италији у округу Верчели, региону Пијемонт.
Према процени из 2011. у насељу је живело 691 становника. Насеље се налази на надморској висини од 137 м.

## Становништво
Према резултатима пописа становништва 2011. у општини је живело 709 становника.
| 1931. | 1936. | 1951. | 1961. | 1971. | 1981. | 1991. | 2001. | 2011. |
| ----- | ----- | ----- | ----- | ----- | ----- | ----- | ----- | ----- |
| 1.638 | 1.531 | 1.356 | 1.113 | 886   | 717   | 637   | 621   | 709   |